# Rogier Wassen
Rogier Wassen (Roermond, 9 de Agosto de 1976) é um ex-tenista profissional holandês, em duplas seu melhor ranking da ATP, foi de N. 24 do mundo, em 2007.
Dustin Brown o costumava chamar de "Da Professor".

## ATP finals

### Simples: 10 (5-5)
| Legenda                                                       |
| Grand Slam (0)                                                |
| Tennis Masters Cup / ATP World Tour Finals (0)                |
| ATP Masters Series / ATP World Tour Masters 1000 (0)          |
| ATP International Series Gold / ATP World Tour 500 Series (0) |
| ATP International Series / ATP World Tour 250 Series (5)      |

| Posição | N. | Data             | Torneio                  | Piso     | Parceiro         | Oponentes                              | Placar                     |
| ------- | -- | ---------------- | ------------------------ | -------- | ---------------- | -------------------------------------- | -------------------------- |
| Vice    | 1. | 30 Outubro 2005  | Lyon, França             | Carpete  | Jeff Coetzee     | Michaël Llodra Fabrice Santoro         | 3–6, 1–6                   |
| Campeão | 1. | 15 Janeiro 2006  | Auckland, Nova Zelândia  | Duro     | Andrei Pavel     | Simon Aspelin Todd Perry               | 6–3, 5–7, [10–4]           |
| Campeão | 2. | 8 Janeiro 2007   | Auckland, Nova Zelândia  | Duro     | Jeff Coetzee     | Simon Aspelin Chris Haggard            | 6–7(9–11), 6–3, [10–2]     |
| Campeão | 3. | 17 Junho 2007    | s'Hertogenbosch, Holanda | Grama    | Jeff Coetzee     | Martin Damm Leander Paes               | 3–6, 7–6(7–5), [12–10]     |
| Vice    | 2. | 22 Julho 2007    | Amersfoort, Holanda      | Saibro   | Robin Haase      | Juan Pablo Brzezicki Juan Pablo Guzmán | 2–6, 0–6                   |
| Vice    | 3. | 2 Março 2008     | Zagreb, Croácia          | Duro (i) | Christopher Kas  | Paul Hanley Jordan Kerr                | 3–6, 6–3, [8–10]           |
| Campeão | 4. | 20 Julho 2008    | Amersfoort, Holanda      | Saibro   | František Čermák | Jesse Huta Galung Igor Sijsling        | 7–5, 7–5                   |
| Vice    | 4. | 8 Fevereiro 2009 | Zagreb, Croácia          | Duro (i) | Christopher Kas  | Martin Damm Robert Lindstedt           | 4–6, 3–6                   |
| Vice    | 5. | 6 Julho 2009     | Newport, EUA             | Grama    | Michael Kohlmann | Jordan Kerr Rajeev Ram                 | 7–6(8–6), 6–7(7–9), [6–10] |
| Campeão | 5. | 26 Setembro 2010 | Metz, França             | Duro     | Dustin Brown     | Marcelo Melo Bruno Soares              | 6–3, 6–3                   |